# Antigua estación del Ferrocarril de Panamá
La Antigua estación del Ferrocarril de Panamá, también conocido como Estación Central del Ferrocarril es un edificio que albergaba la antigua estación de ferrocarril de Panamá desde 1913 hasta 1960. El edificio se encuentra al frente de la Plaza 5 de Mayo, en el corregimiento de Santa Ana, de la Ciudad de Panamá. La antigua estación del Ferrocarril fue declarada monumento histórico nacional mediante la Ley 37 del 22 de mayo de 1996. Mediante la Ley 33 del 22 de agosto de 2006, el edificio forma parte del Conjunto Monumental Histórico de Calidonia y Ancón junto con otros sitios y edificaciones.
Este edificio de estilo neoclásico fue construido entre 1912 y 1913. Su estructura arquitectónica se asemeja a la Estación Pensilvania, localizada en Nueva York. En 1960 la estación fue clausurada, y la administración estadounidense pasó a Panamá. Desde el 15 de diciembre de 1976, el edificio fue la sede del Museo del Hombre Panameño, conocido desde 1983 como Museo Antropológico Reina Torres de Araúz, hasta 2005, y siendo nuevamente su sede desde 2013.

## Historia

### Estación del Ferrocarril

#### Primera estación

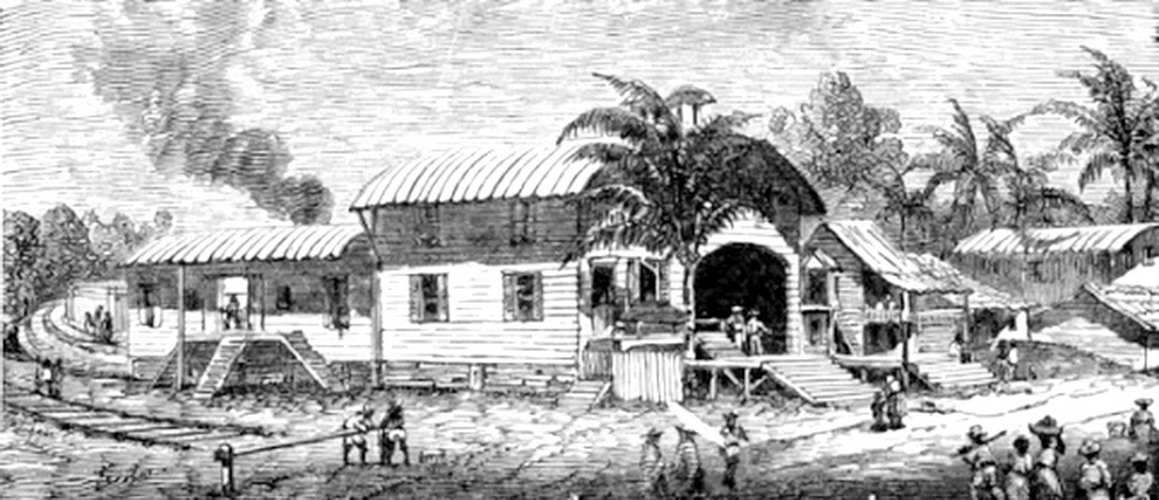
Dibujo de 1916 que representa la estación del Ferrocarril de Panamá, cuando esta se encontraba en el actual Mercado del Marisco.

El Ferrocarril de Panamá tuvo su estación en el lado Pacíficio originalmente frente a Playa Prieta, cerca del actual Mercado del Marisco. En 1855 los carriles del ferrocarril continuaban en línea recta desde el antiguo Puente de Calidonia, hasta los Muelles del Ferrocarril en Playa Prieta. La línea venía desde la ciudad de Colón y fue concluida el 27 de enero de 1855. El edificio de la primera estación era de madera con techo de láminas metálicas en forma de bóvedas. En este sector fue donde tuvo lugar el incidente de la tajada de sandía, siendo parte de la escena de los acontecimientos.

#### Segunda estación

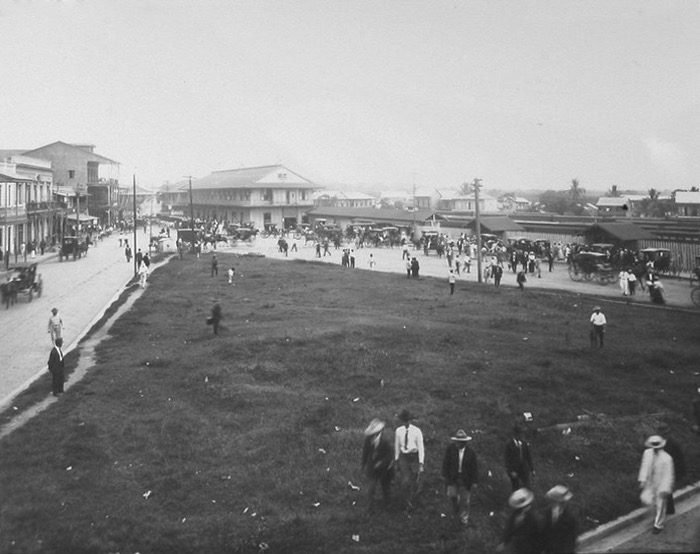
La Plaza 5 de Mayo cuando era un terreno baldío en 1910. Al fondo a la derecha se encuentra la segunda estación del Ferrocarril.

A fines del siglo xix se construyó una estación nueva aledaña a la actual Plaza 5 de Mayo. Como la Compañía del Ferrocarril era perteneciente a la Zona del Canal de Panamá, la estación era un enclave zoneíta dentro de la Ciudad de Panamá. El segundo inmueble se construyó con una estructura de madera y una planta alta.

#### Estación actual

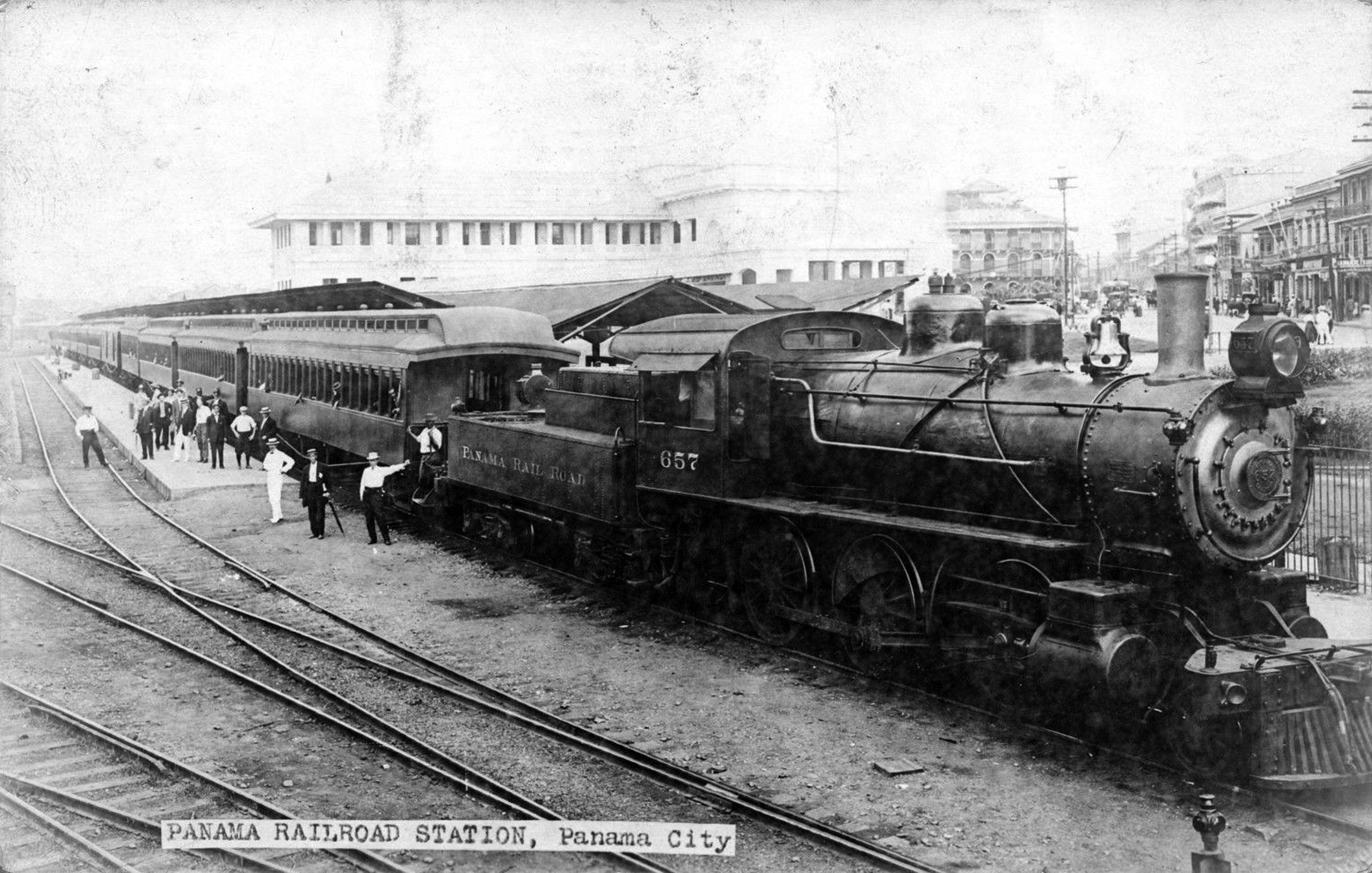
Fotografía tomada en 1916 que muestra en primer plano a una locomotora en la estación del Ferrocarril, al fondo se encuentra la Plaza 5 de Mayo.

El edificio fue diseñado por H. E. Bartlett, el arquitecto del Ferrocarril de Panamá. Los planos de la estación del ferrocarril fueron hechos en 1912 por la Oficina del Jefe de Ingeniería de la Ciudad de Colón, de la Compañía del Ferrocarril de Panamá. Estos planos son conservados en los archivos del Ministerio de Obras Públicas. Las obras del edificio fueron terminadas en 1913.

### Cierre
Las autoridades zoneítas cerraron la estación en 1960. El 29 de octubre de 1960, el edificio dejó de funcionar como estación de ferrocarril y pasó del Gobierno estadounidense al panameño. En la planta alta de la estación, se estableció una oficina de vacuna internacional hasta 1962. En una de las dependencias del edificio, el Instituto de Vivienda y Urbanismo inauguró un dormitorio popular que luego fue trasladado a un local de la Cruz Roja en 1965. En 1976 fue restaurado y transformado en el Museo del Hombre Panameño (hoy Museo Antropológico Reina Torres de Araúz). El edificio fue sede del museo desde el 15 de diciembre de 1976, hasta el 2005. Tras la mudanza del museo a Llanos de Curundú, la antigua estación albergó el Instituto Superior de Bellas Artes, y se colocó una estación de bus al frente del edificio que funcionó efímeramente. El museo nuevamente se trasladó en 2013, hasta la actualidad.

## Arquitectura
La estación actual se concibió originalmente en realizarse con estilo misión, pero al final se hizo en un orden dórico romano. Esta tenía se asemejaba a la primera estación de Pensilvania de Nueva York, que esta a la vez se asemejaba en las termas de Caracalla en Roma. El edificio de clásica forma simétrica y de sólida construcción tenía un sótano con un depósito para equipaje, una planta baja donde se vendían diarios, las taquillas de boletos, servicios para damas y caballeros, y oficinas. En la planta baja había dos puertas cocheras, dos vestíbulos y dos salas de espera que correspondían al servicio de primera y segunda clase.
Por otro lado, mientras que la estación neoyorquina tenía un gran pórtico central, en la de Panamá se construyeron dos entradas gemelas y dos salas de espera. Como en la Zona del Canal había un rígido sistema de castas, lo que se quería era mantener a los viajeros estrictamente separados. En la planta alta había 20 habitaciones para empleados y servicios sanitarios comunales. También contaba con una azotea, además de espacios internos, rampas y plataformas. Los andenes de acero fueron demolidos. En el exterior aún se pueden observar 10 columnas dóricas romanas que cubren las dos plantas del edificio.

## Actualidad
Cuando el museo se trasladó a la antigua sede, albergó la colección del museo, sin embargo no podía abrir por la falta de restauración del edificio. Después de alrededor de diez años cerrado, el Ministerio de Cultura de Panamá licitó la restauración del edificio, por un costo de 14.7 millones de balboas para que este pueda volver a albergar el Museo Antropológico Reina Torres de Araúz, ya que el edificio se encuentra en gran deterioro.